# Jane Freilicher
Jane Freilicher, née à Brooklyn le 29 novembre 1924 et morte à Manhattan le 9 décembre 2014, est une artiste peintre et lithographe américaine, faisant partie du mouvement figuratif, plus précisément de l'expressionnisme abstrait. Membre d'une communauté d'artistes newyorkais, comme les peintres Joan Mitchell, Helen Frankenthaler et le Grace Hartigan, elle fut une élève de l'École de New York. En 1996, elle est récompensée par un Annual Academy of the Arts Lifetime Achievement Award décerné par le musée Guild Hall de East Hampton, dans l'État de New York.

## Biographie
Née Jane Niederhoffer à Brooklyn, fille du linguiste Martin et de la musicienne Bertha Niederhoffer, elle éprouve un vif intérêt pour la peinture dès l'enfance. Elle termine ses études scolaires à l'âge de 17 ans et fait la rencontre du pianiste de jazz Jack Freilicher. Leur mariage, de 1941 à 1946, est finalement annulé. Elle fait la rencontre du peintre Hans Hofmann, auprès de qui elle étudie l'art à partir de 1947, mais aussi de Larry Rivers avec lequel elle se lie d'amitié. En 1952, elle rencontre Joe Hazan, ancien businessman et danseur, devenu artiste-peintre. Ils se marient en 1957 et de leur union, naît une fille, Elizabeth. Jane travaille dans la Cinquième Avenue de Manhattan où elle et son mari se sont établis. Le couple devient propriétaire d'une maison d'été qu'il fait bâtir à Water Mill, sur Long Island.
Dans les années 1950, Jane est membre d'un cercle informel d'artistes, peintres et écrivains, appelé l'École de New York. Influencée par Hofmann, elle réalise d'abord des toiles expressionnistes abstraites. Puis, séduite par le style de Pierre Bonnard, elle s'oriente vers les paysages et les natures mortes. Son domaine de prédilection devient les scènes pastorales en milieu urbain. Elle s'inspire de la vie à Water Mill. Ses œuvres sont présentées à la Tibor de Nagy Gallery de New York à partir de 1952. En 2013, une exposition Jane Freilicher: Painter Among Poets y est présentée. L'exposition déménage à Chicago en 2014 où elle est présentée à la Poetry Foundation, association de promotion de la poésie et de la culture.
Jane Freilicher décède à Manhattan le 9 décembre 2014, âgée de 90 ans. Sa fille, Elizabeth Hazan, est également artiste-peintre.

## Prix
- 1974 - American Association of University Women Fellowship[9]
- 1976 - National Endowment of the Arts Grant[9]
- 1987 - Saltus Gold Medal, National Academy of Design[9]
- 1996 - Academy of the Arts Lifetime Achievement Award[8]
- 2005 - Gold Medal for Painting, American Academy of Arts and Letter[13]

## Collections
- Brooklyn Museum, New York[9]
- Cleveland Museum of Art, Ohio[9]
- Hirshhorn Museum and Sculpture Garden, Washington, D.C[9].
- Metropolitan Museum of Art, New York[9]
- Museum of Modern Art, New York[9]
- National Academy Museum and School, New York[9]
- Whitney Museum of American Art, New York[9]